# Keine Lust
«Keine Lust» (укр. «Нема бажання»)— сингл гурту «Rammstein» 2005 року. Ліричний герой пісні — мрець, який «розривається» між бажанням і неможливістю робити різні дії, а також відчуває постійний і сильний холод.

## Живе виконання
Починаючи з жовтня 2004 року пісня виконувалася на кожному концерті групи. Також ця пісня була виконана на «Echo Awards 2005».

## Список треків
Німецьке видання
1. «Keine Lust» — 3:44
2. «Keine Lust» (Remix No. 1 By Clawfinger) — 4:37
3. «Keine Lust» (The Psychosonic Remix By DJ Drug) — 5:02
4. «Keine Lust» (Bozz Remix By Azad) — 3:52
5. «Keine Lust» (Jazz Remix By Clawfinger) — 4:11
6. «Keine Lust» (Black Strobe Remix) — 7:08
7. «Keine Lust» (Curve Remix By Front 242) — 3:40
8. «Keine Lust» (Ich zähl die Fliegen Remix By Krieger) — 3:30

UK CDS Part 1
1. «Keine Lust» — 3:44
2. «Ohne dich» (Mina Harker's Version — Remix by «Laibach») — 4:09

Mutter Orchesterlied I (Orchestral Version)
UK CDS Part 2(DVD)
«Keine Lust» — 3:44
1. «Mein Teil» — 4:23
2. «Mein Teil» (Music Video) — 4:28
3. «Mein Teil» (Making of)

## Над синглом працювали
- Тілль Ліндеманн — вокал
- Ріхард Круспе — соло-гітара, бек-вокал
- Пауль Ландерс — ритм-гітара, бэк-вокал
- Олівер Рідель — бас-гітара
- Крістоф Шнайдер — ударні
- Крістіан Лоренц — клавішні